# جيانماريا بروني
جيانماريا بروني (بالإيطالية: Gianmaria Bruni)‏ مواليد 30 مايو 1981 في روما، هو سائق فورملا 1 إيطالي بدأ مسيرته الاحترافية سنة 2008. كان أول سباق له هو جائزة أستراليا الكبرى 2004. خاض خلال مسيرته 18 سباقاً.

## سباقات شارك فيها
- لو مان 24 ساعة
- بطولة فورمولا 3 البريطانية
- بطولة العالم للتحمل

## روابط خارجية
- جيانماريا بروني على موقع DriverDB.com (الإنجليزية)